# Smolnická výsypka
Smolnická výsypka se rozkládá na ploše 616 ha mezi obcemi Nová Role, Chodov, Vřesová a Stará Chodovská. Výsypka ze severu navazuje na významný geomorfologický útvar Krušných hor. Jako na poslední sokolovské výsypce zde probíhalo sypání materiálu z lomu Jiří a Družba společnosti Sokolovská uhelná. V roce 2019 bylo ukončeno sypání výsypky a rovněž provoz související kolejové dopravy pro ukládání skrývky do maximální nadmořské výšky 555 m. Pod patou jižních svahů Smolnické výsypky se nachází lom Osmosa, kde se těží kaolin a v blízké budoucnosti se počítá také s jeho rekultivací. Západní část výsypky je využívána jako plaviště popílku elektrárny a generátorovny Vřesová. Oblast odvodňuje Tatrovický potok a Černý potok.

## Historie
Původní krajina byla charakteristická velkým množstvím vodních ploch (rybníků) a protékal zde Černý potok, který oblast odvodňoval a který byl odkloněn koryta do Tatrovického potoka. Název výsypka dostala po zaniklé obci Smolnice.

## Budoucnost
V budoucnu se počítá s rekreačním využitím oblasti. Na východní části tělesa se budují nové cyklostezky a provádějí se lesnické rekultivace. U jižní části výsypky byla na požadavek města Chodov vytvořena vodní plocha Bílá Voda se záměrem využít území jako koupaliště a rekreační zónu pro obyvatele města.

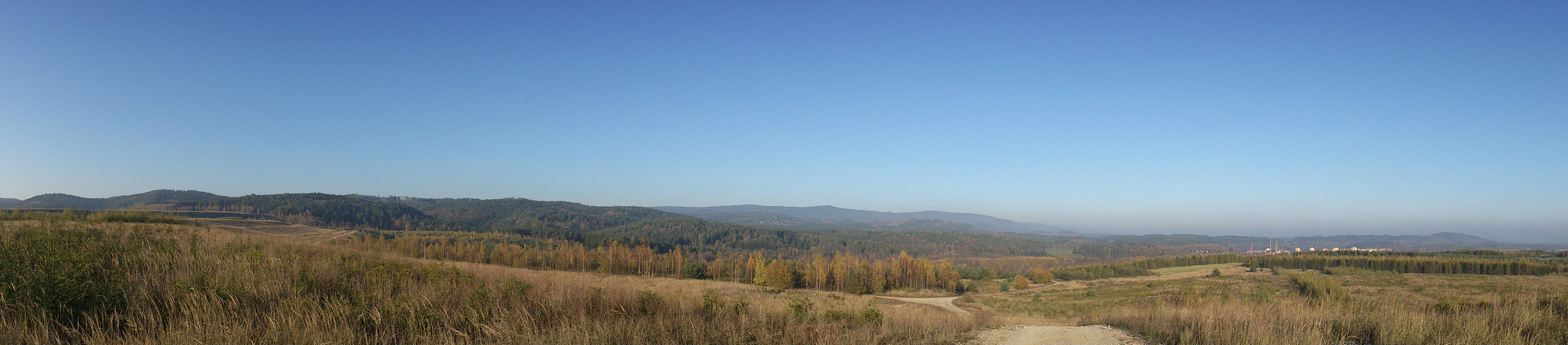
Panoramatický pohled ze Smolnické výsypky směrem na severovýchod. Domy a komíny patří městu Nová Role